# 近世イギリス海軍の食生活
ここでは、主に16世紀から19世紀のイギリス海軍（イングランド海軍）の食生活について扱う。

## 概要

### 劣悪な食生活
この時代の軍艦の食生活は、かなり劣悪なものであった。食品保存技術も発達しておらず、また、気候が違う南方への航海などでは、食料も水も腐敗した。ビールは気が抜けて、酸っぱくなってしまい、チーズは固くなった。チーズが軟らかい時は蛆がわいていた。また、パンは堅パンでかなり固かったが、この堅パンにも蛆がわくことが多かった。これは商船の航海でも同じであった。

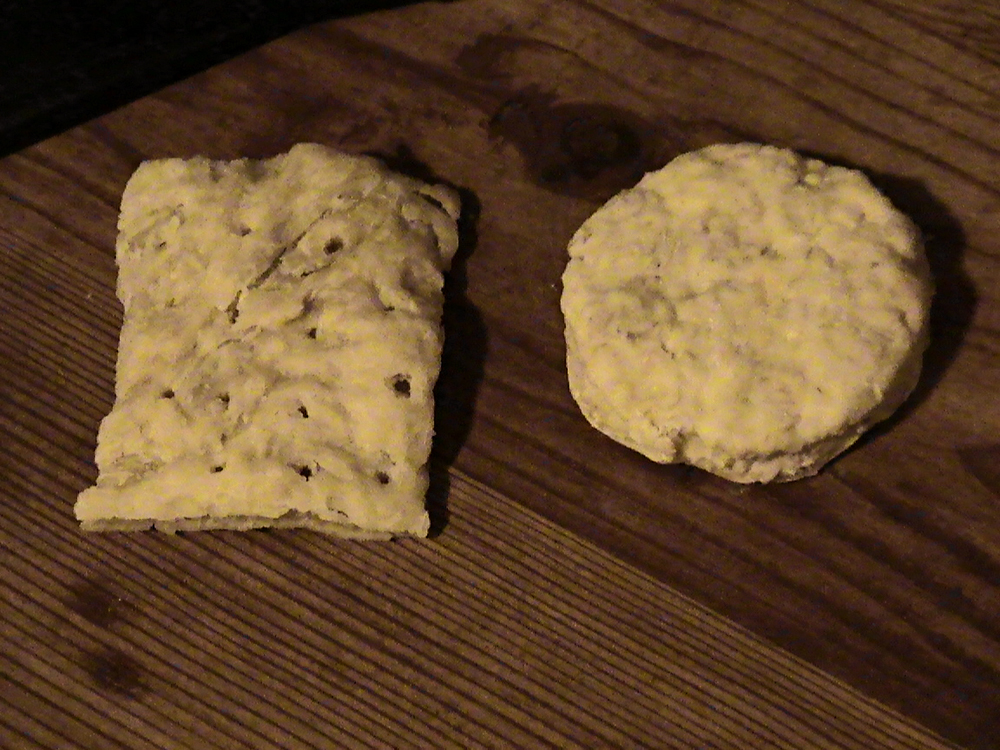
左が陸軍、右が海軍の堅パン（アメリカ南北戦争当時のもの）

他に塩漬けの肉なども積み込まれていたが、新鮮な肉を手に入れるため、船の中のマンガー（manger、船首部の水よけ仕切り）内部で牛や豚を、積み込まれたボートの中などで家禽（ニワトリ、ガチョウ）を飼育していた。ただし卵を食べられるのは士官に限られていた。パンやチーズ、飲料水は船底に積まれた。食品を出してくるのは司厨長の仕事だった。

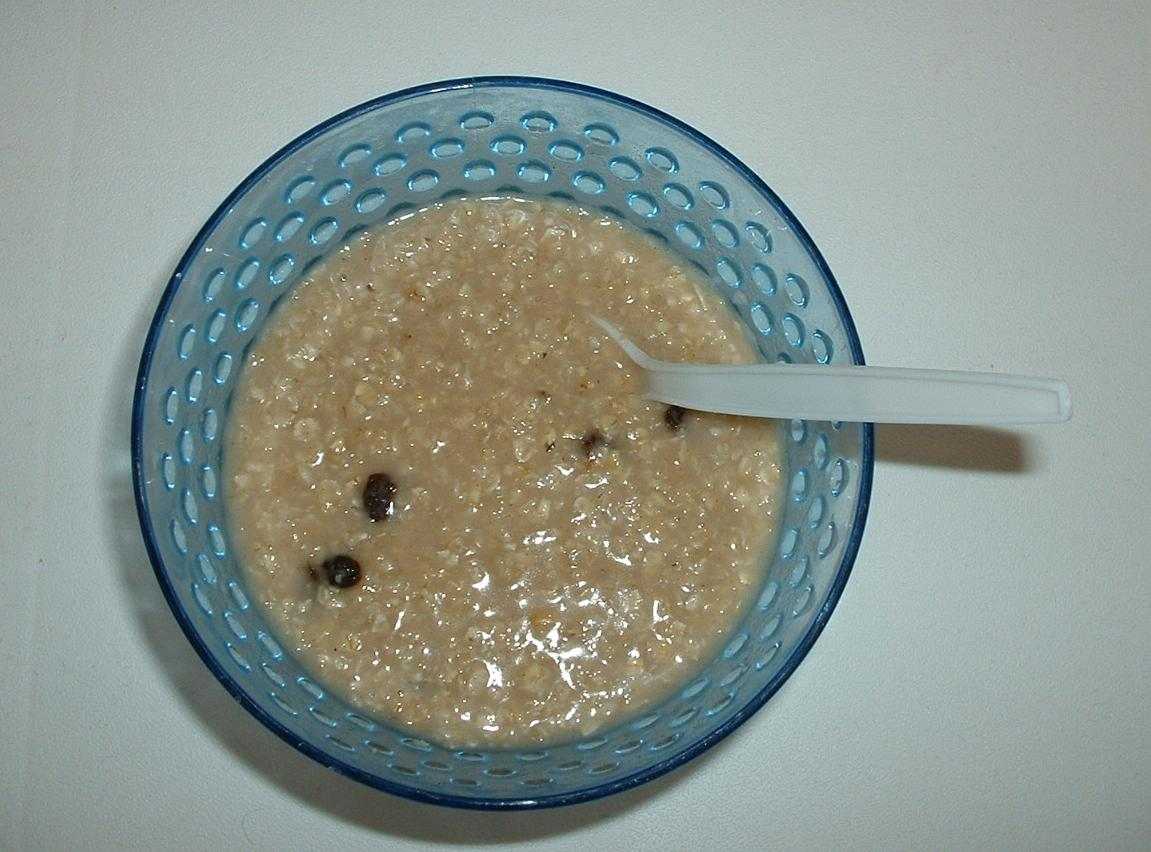
オートミール

イギリスの海軍の場合、17世紀から19世紀までは、軍艦1人当たりで、1日当たり1ポンド（454グラム）の堅パン、1ガロン（4.54リットル）のビール、1日おきに塩漬け豚肉か牛肉、1週間につき2パイントのエンドウ豆のスープ（1.14リットル）、3パイント（1.71リットル）のオートミール、8オンス（226.8グラム）のバター、1ポンドのチーズが支給された。
南方航路では、ビールの代わりに、保存が利くワインかブランデー、またはラム酒が積み込まれた。オートミールやバターの代用として、米やオリーブ・オイルの時もあった。入港中は生肉が支給されたが、新鮮な野菜が支給されるようになったのは、18世紀も終わりになってからだった。また、量としてはほぼ十分なものであった。ただし質の面では、防腐剤は塩に限られていたため、腐敗を止めるのには限度があった。現代の感覚からすれば、食欲が起こらないような薄い粥やシチュー、オートミールまたは豆のスープなどで、砂糖や酢で味付けされたものもあった。

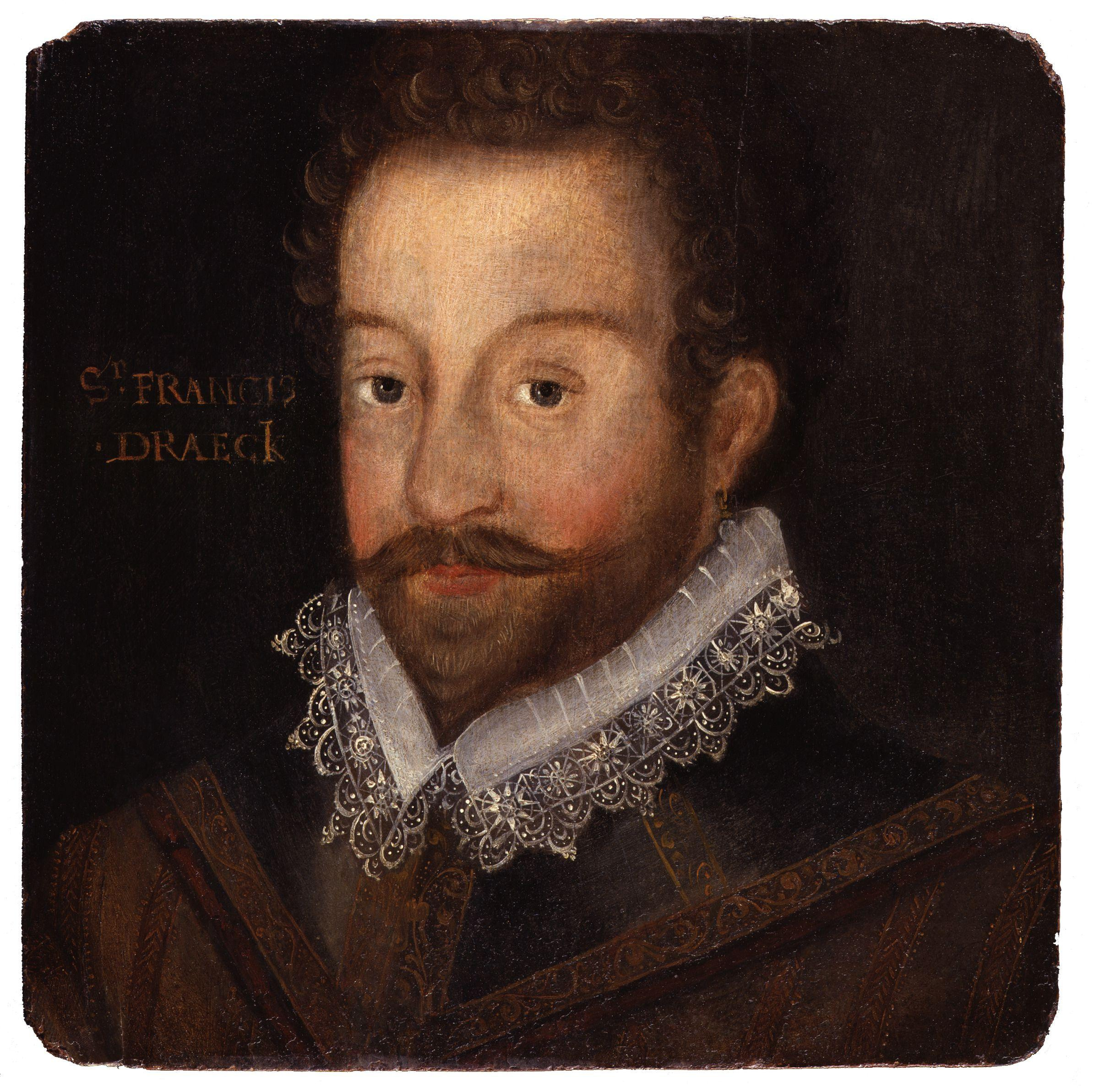
サー・フランシス・ドレーク

1586年、サー・フランシス･ドレークのカディス湾遠征では、食事が原因で遠征が中止された。兵士からこのような抗議の声が出ていた。
食事の質の悪さもさることながら、食料補給に関する不正もあった。1665年 - 1667年の第2次英蘭戦争では、兵士は、支給証明書の片券を、毎週、または5日ごとに食料供給業者の元に持って行って、手に入るものを食べていたが、実は、検査官と業者は、本艦の事務長と示し合わせて、支給分をごまかしていた。また食事そのものが、発育不良の小麦の黒パンと、水のようなビールを少しという有様で、余りのひどさに、乗員の間ではこう言われた。

### 18世紀の改革

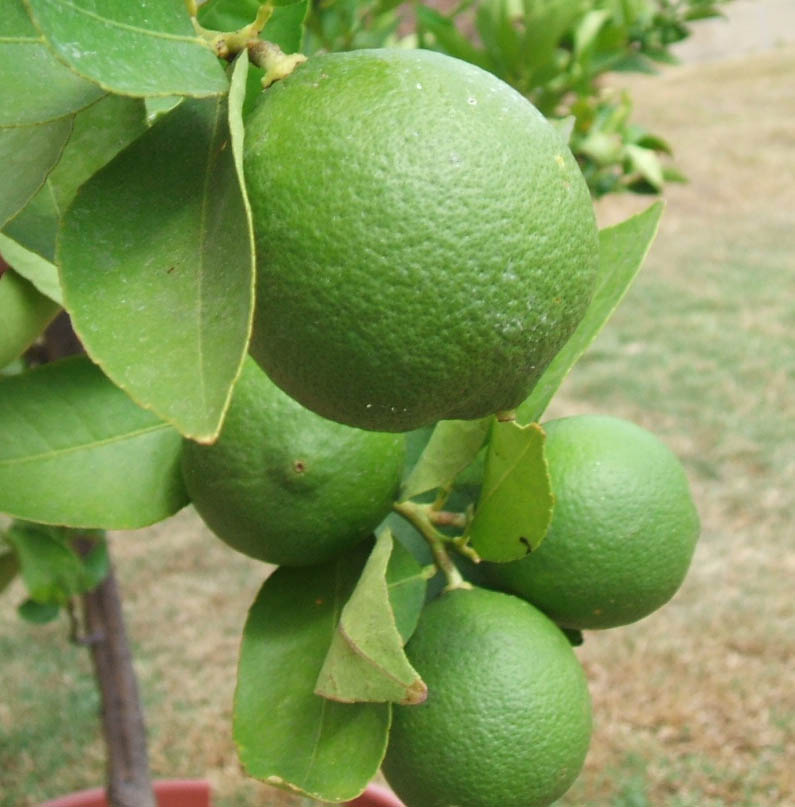
ライム

18世紀半ば以降、食事や衛生に関しては、様々な改革が行われるようになった。船医の提案により、特に病人用に新しい味覚が追加された。砂糖、干しブドウ、ニンニク、その他スパイス、そして、ランの球根で作ったサロップがあった。これは、壊血病に効き目があると言われていた。壊血病の治療には、ライムのジュースも用いられ、そのためイギリス海軍の乗員はライミーズというあだ名をつけられた。ジョージ3世やジェームズ・リンドが推薦した塩漬けや酢漬けキャベツも、新鮮な野菜の役目を果たした。ジェームズ・クックもこのキャベツを航海に持ち込んだ。また、肉や野菜の缶詰の出現は画期的だった。缶詰は1815年の海峡艦隊において初めて採用された。

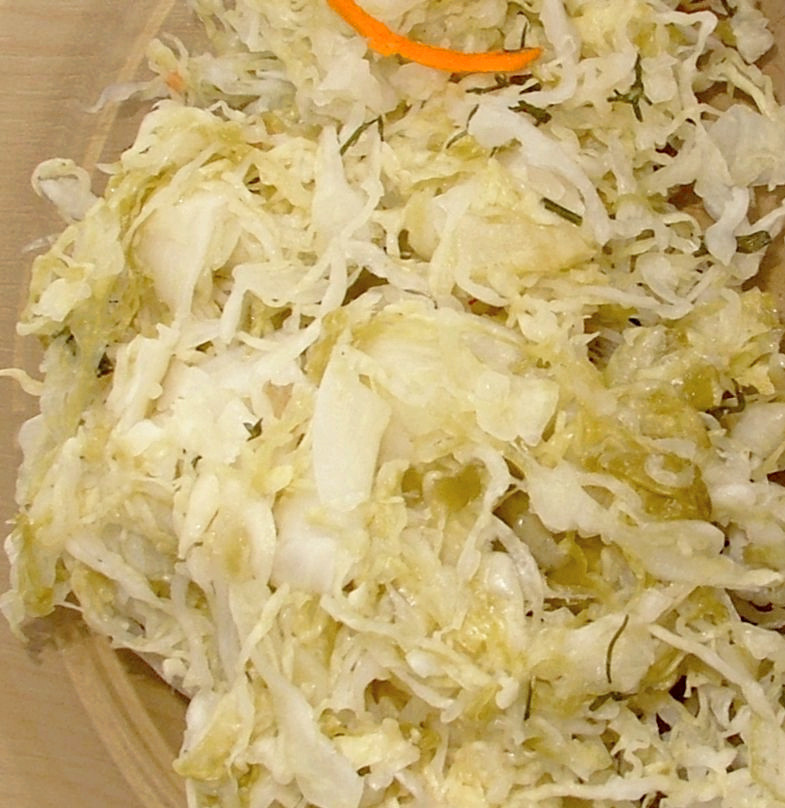
塩漬けキャベツの一種、ザワークラウト

その後、軍艦には酒保が設けられるようになり、バター、ジャム、ケーキなどの嗜好品が扱われた。
それまで確保が難しかった真水に関しても、19世紀になって、タンクに雨水を貯え、過マンガン酸カルシウム（カルキ）を入れて持ちをよくした。また、ブリストルの水は、生石灰が少量含まれていたため長持ちした上に、船員は便秘にならず、赤痢も防げて一石三鳥だった。
18世紀以後の食料表を比較すると、時代が下るごとに、野菜や嗜好品が増えているのが分かる。
1729年の軍艦の食料表
- パン　1日当たり1ポンド
- ビール　1日当たり1ガロン
- 牛肉　火・土曜日に2ポンドずつ
- 豚肉　日・木曜日に1ポンドずつ
- えんどう豆　日・水・木・金曜日に1/2パイントずつ
- オートミール　月・水・金曜日に1パイントずつ
- バター　日・水・土曜日に2オンスずつ
- チーズ　月・水・金曜日に4オンスずつ

1867年の軍艦の食料表
1日当たり
- ビスケット　1-1/4ポンドまたは柔らかいパン

1-1/2ポンド
- 酒　1/8パイント
- 砂糖　2オンス
- チョコレート　1オンス
- 紅茶　1/4オンス

1週当たリ
- オートミール　3オンス
- からし　1/2オンス
- こしょう　1/4オンス
- 酢　1/4パイント

1日当たり（それが入手出来るかぎり）
- 生肉　1ポンド
- 野菜　1/2ポンド

1907年の軍艦の食料表
1日当たり
- ビスケットまたは柔らかいパン1-1/4ポンド
- ジャム　2オンス
- 酒　1/8パイント
- コーヒー　1/2オンス
- 砂糖　3オンス
- コーンビーフ　4オンス
- 普通のチョコレート　3/8オンス、そのうち溶解チョコレート　3/4オンス
- 濃縮ミルク　3/4オンス
- 紅茶　3/8オンス

1日当たり
- 塩 1/4オンス

1週当たり
- からし　1/2オンス
- こしょう　1/4オンス
- 酢　1/4オンス
- 生肉　3/4ポンド
- 野菜　1ポンド

単位：1ポンド=16オンス=453グラム　1ガロン=4クオート=16パイント=4545cc

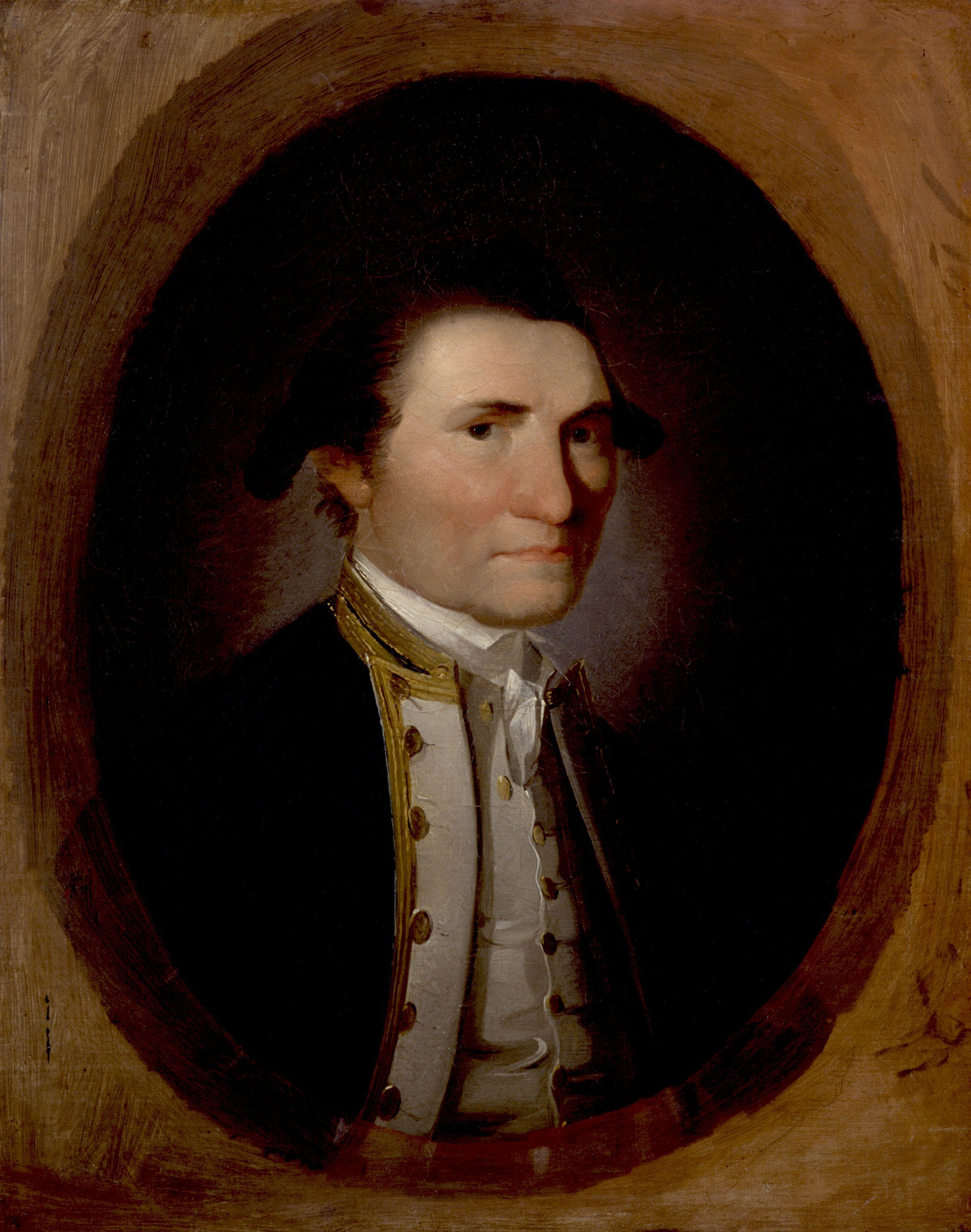
ジェームズ・クック

一方、ライバル関係にあったフランスでは、17世紀の半ばに、軍艦の改革が行われ、乗員の居住性が増した。レパントの海戦当時のガレー船では、天候が悪くなれば、船内の状態はかなり劣悪なものとなった。またこういう船には、病気や栄養失調が蔓延し、各自のハンモックもなかった。フランス軍艦は、日光や外気を取り入れる構造になっており、当時のイングランド軍が、水っぽいシチューで飢えをしのいでいた同じ時期に、レンガの竈で温かい食事とパンが整えられ、腐りかけた肉や堅パンとは無縁だった。遠洋航海の場合、フランス軍はサラダ用の野菜を、プランターで作っており、少なくとも、将校の食事に関しては、イングランドのそれよりはるかに条件は良かった。イングランド軍では、かつてサー・リチャード・ホーキンス (Richard Hawkins) が、壊血病の治療薬として評価したはずのオレンジやレモンも無視された。これらは、のちにジェームズ・クックによって再評価された。

### 飲酒

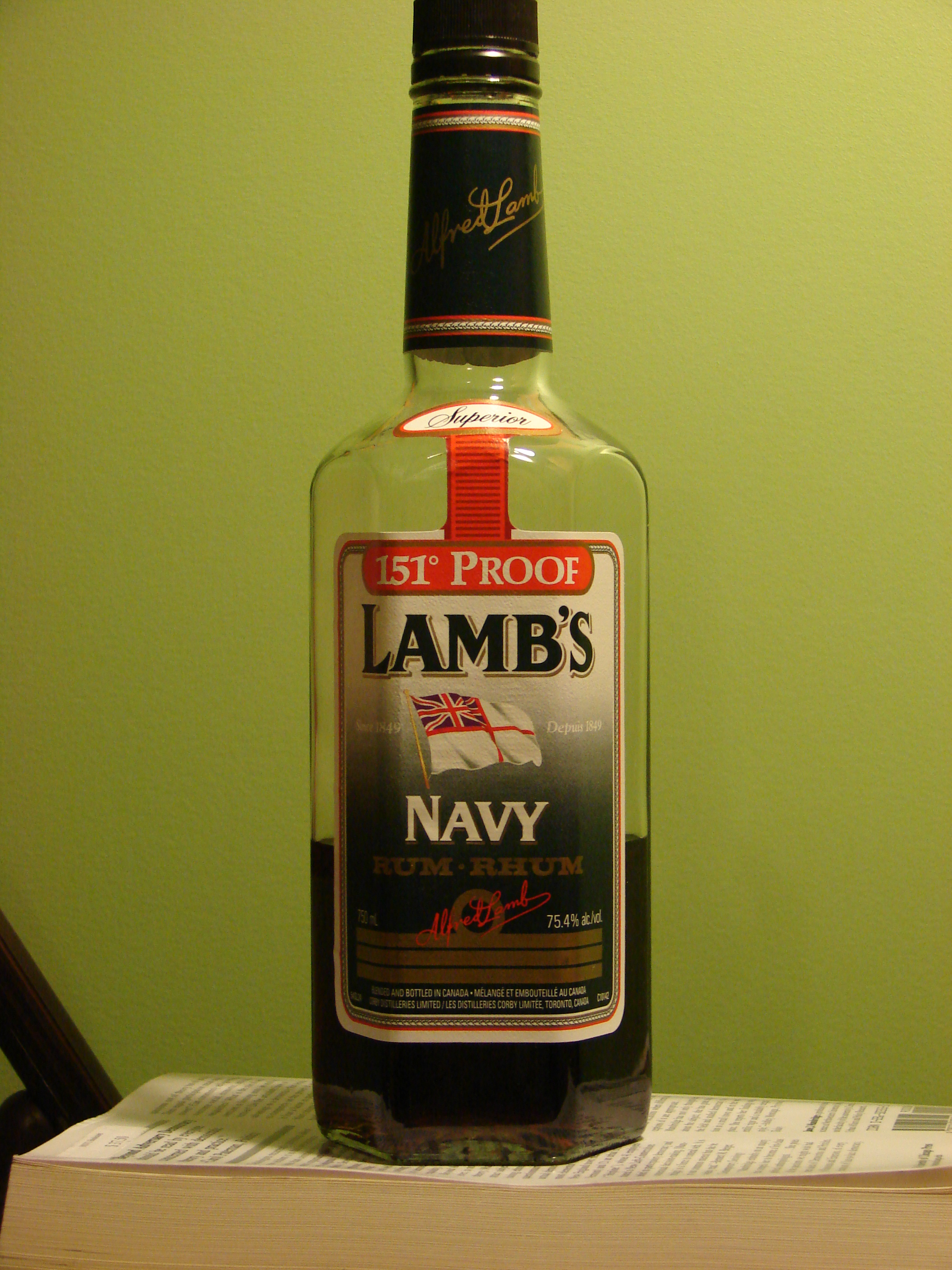
ラム酒の瓶

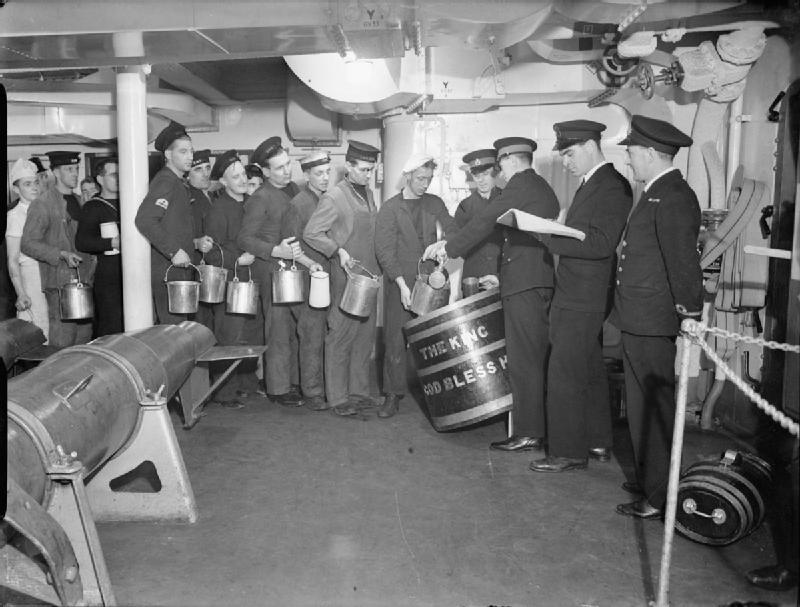
キングジョージ5世号でのラム酒の支給（1940年）

イギリス海軍の軍艦では、早朝、昼食、午後、そして夕食時に、ビールが1クオート（1.136リットル）ずつ供給されていた。なんとも驚くべきことではあるが、当時は飲酒が広く蔓延しており、要員確保のために、酒の支給はやむを得ないことだった。
また、強制徴募で得た乗員が逃げないように、上陸許可を与えないことが多かったため、憂さ晴らしには酒しかなかった。
結果、乗員はしばしば泥酔し、鞭打ちの刑を受ける羽目になった。
イギリスでは、18世紀には、ビールよりも安価なラム酒が飲まれるようになっていた。強い酒であるため、すぐ泥酔してしまった。
1740年、当時のエドワード・バーノン提督は、深酒撲滅のために、2分の1パイント（0.28リットル）のラム酒を、4分の1パイント（0.14リットル）の水で薄めて、午後と夜6時の2回支給するよう命じた。この水割りラム酒は、バーノンの外套の服地（グログラム）にちなみ、グロッグと呼ばれた。また、それから転じてグロッギー（groggy）という言葉も生まれた。それでも泥酔者がなくならないため、さらに薄めたが、支給量を減らすことにより、反乱が起きかねないと思われ、結局その後長い期間変更はなかった。しかし、1824年に夜の支給が廃止となり、1850年には支給量は半分の4分の1パイントとなった。既にそれ以前に、1780年にはココア、1790年には紅茶が酒の代わりに支給されるようになっていた。

　